# Explozia din mina de cărbune din Heilongjiang (2009)

Provincia Heilongjiang

Explozia din mina de cărbune din Heilongjiang din 2009 a fost un accident minier care a avut loc pe data de 21 noiembrie 2009 lângă Hegang în provincia Heilongjiang, în nord-estul Chinei. 107 persoane au fost confirmate decedate.Alți 29 au fost internați la spital. Explozia a avut loc la mina de cărbune Xinxing la 02:30 ora locală, când se crede că 528 de persoane se aflau în mină. Se crede că 420 dintre ei au fost salvați. Numărul morților face ca explozia să fie cea mai tragică din China în anii recenți.
Vice-premierul Chinei, Zhang Dejiang, a vizitat locul în după-masa zilei de 21 noiembrie, pentru a vedea la fața locului cum se desfășoară eforturile de salvare, iar Președintele Chinei, Hu Jintao și Premierul Wen Jiabao se spune că ar fi „dat instrucțiuni referitore la eforturile de salvare”. Ambii au transmis mesaje de condoleanțe celor afectați. Pe de altă parte, Li Zhanshu, guvernorul provinciei Heilongjiang, a cerut ca standardele de protecție ale muncii în mine să fie revizuite, iar Biroul provincial de protecție a muncii a spus că programul de reforme miniere va fi favorizat.
Televiziunea chineză a raportat inițial că au decedat 31 de mineri. Ulterior, a raportat că numărul morților s-a dublat în timpul nopții foarte reci.
Mina, care se află la granița cu Rusia, și care este proprietatea firmei de stat  Heilongjiang Longmei Mining Holding Group, a fost deschisă în 1917, și produce 12 millioane de tone de cărbune pe an,, astfel fiind una dintre cele mai mari și mai vechi mine din China. Conform unui raport preliminar, explozia a fost cauzată de gaze comprimate, captate subteran, cauza fiind ventilația insuficientă din puțul minei. Explozia a fost atât de puternică încât a fost simțită la 6 mile depărtare. Multe clădiri din apropiere au fost avariate, inclusiv una din imediata apropiere a minei, a cărei acoperiș a fost distrus complet. Directorul spitalului general din Hegang, unde majoritatea celor răniți au fost transportați, a relatat că „majoritatea celor răniți suferă de răni complexe, cum ar fi leziuni respiratorii, rupturi de oase și otrăvire cu gaze”.
În urma accidentului, a fost relatat că directorul, directorul-adjunct și inginerul-șef al companiei miniere ar fi fost îndepărtați din funcție. Procurorul-de-stat chinez investighează posibilitatea că dezastrul s-ar fi produs din cauza unei neglijențe criminale. Mass media chineză a relatat pe data de 23 noiembrie 2009, că concluzia unei investigații a fost că explozia s-ar fi datorat managementului defectuoas al minei. Tot pe 23 noiembrie 2009, familiile celor decedați au spus că forurile oficiale nu i-ar fi înștiințat când accidentul a avut loc.